# 5993 Таммідікінсон
5993 Таммідікінсон (5993 Tammydickinson) — астероїд головного поясу, відкритий 2 березня 1981 року.
Тіссеранів параметр щодо Юпітера — 3,681.